# 亀山市立医療センター
亀山市立医療センター（かめやましりついりょうせんたー）は、三重県亀山市にある北勢保健医療圏内医療機関の一つ。1990年（平成2年）6月1日に設置された市立の病院である。

## 診療科目
- 内科
- 外科
- 整形外科
- 眼科

## 交通アクセス

### 鉄道
- JR亀山駅下車、同駅から亀山市コミュニティバス（さわやか号または東部ルート）で医療センター前 下車。

### 車
- 名古屋・大阪方面から

東名阪自動車道・亀山インターチェンジ → 国道1号（バイパス）上り → 羽若交差点左折 → 200m先交差点左折 → 300m先右側
- 鈴鹿方面から

国道1号（バイパス）下り → 羽若交差点右折 → 200m先交差点左折 → 300m先右側
- 津方面から

国道306号新栄町交差点（立体交差点）左折、国道1号（バイパス）下り → 羽若交差点右折 → 200m先交差点左折 → 300m先右側